# Pieter de Molyn

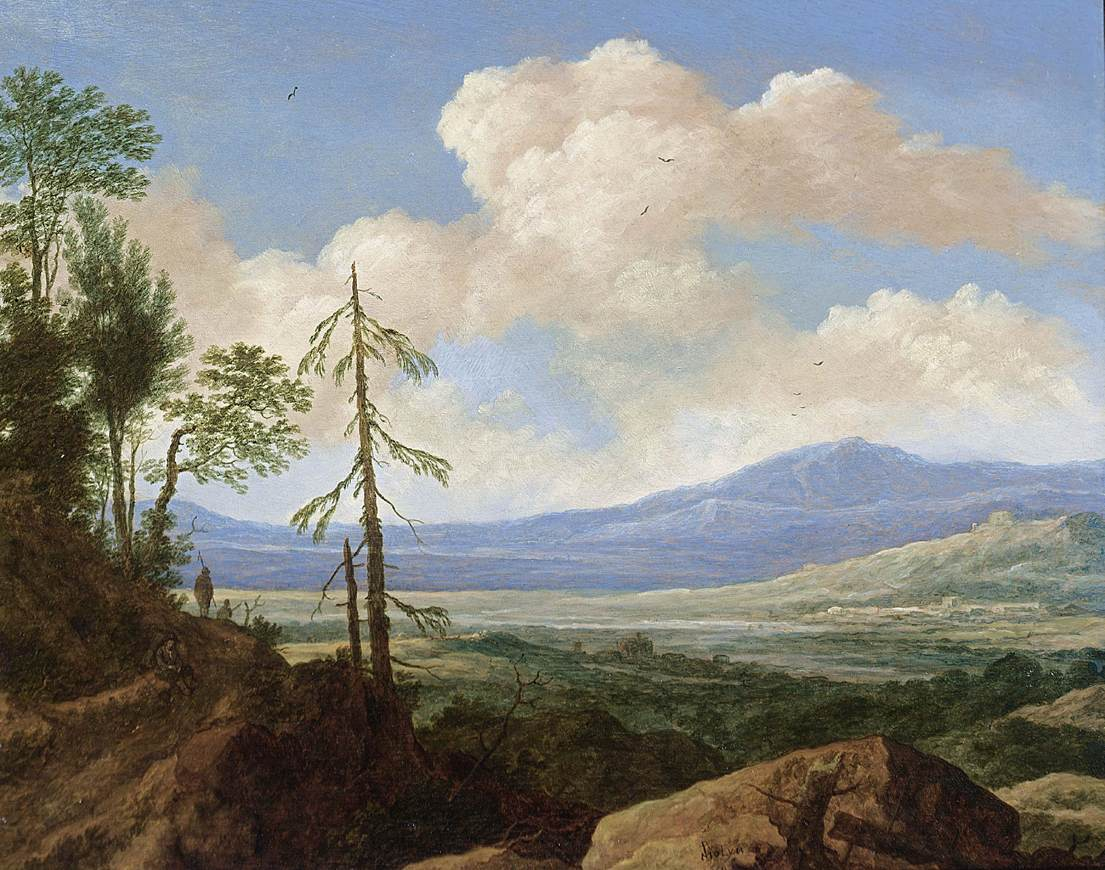
Panorama över bergigt landskap (1654)

Pieter de Molyn, född 6 april 1595 i London av flamländska föräldrar, död 23 mars 1661 i Haarlem, var en nederländsk konstnär.
Pieter de Molyn var påverkad av Esaias van de Velde och blev 1616 medlem av Lucasgillet i Haarlem. Han verkade därefter 1618 i Rom, men återvände senare till Haarlem. Molyn var en av de banbrytande landskapstecknarna under 1610-talet.
Han målade främst holländska dynlandskap, frisk i uppfattningen och kraftfull i linjerna. Ibland placeras små genrescener i landskapet. Förutom i Nederländska gallier påträffas verk av Molyn i de större Europeiska konstsamlingarna. Berömd är Ryttare utanför ett värdshus (Wien). Flera målningar av de Molyn finns i Sverige, bland annat på Nationalmusuem. Tre landskapsmålningar finns på Kunstmuseet i Köpenhamn, däribland Fiskare vid stranden. De Molyn var även verksam som etsare.